# Hustad
Hustad is een plaats in Noorwegen. De plaats ligt in de gemeente Hustadvika, in de provincie Møre og Romsdal.
De plaats was een zelfstandige gemeente van 1918 tot 1964.